# مسجد وكيل (كرمان)
مسجد وكيل (بالفارسية: مسجد وکیل) هو مسجد تاريخي يعود إلى عصر القاجاريون، ويقع في كرمان.